# Johanna Gerlinger
Johanna Lina Gerlinger (* 16. April 2003 in Grand Rapids, Michigan, Vereinigte Staaten) ist eine deutsch-amerikanische Basketballerin.

## Werdegang
Gerlinger begann ihre Karriere 2011 bei der Jugend des BBC Stuttgart. Mit 16 Jahren wechselte sie zum Eisvögel USC Freiburg und spielte in der Nachwuchsbundesliga für den Verein. Ihren ersten Bundesligaeinsatz hatte sie am 10. Januar 2021 beim Sieg gegen den TV Saarlouis Royals.